# بالئاری ۱۹۷۷۶
سیارک ۱۹۷۷۶ (به انگلیسی: 19776 Balears، نامگذاری:2000PA5) نوزده هزار و هفتصد و هفتاد و ششمین سیارک کشف شده‌است که در ۴ اوت ۲۰۰۰ کشف شد.
قدر مطلق سیارک برابر ۱۰.۲ است.